# Linija Central
Linija Central je dubinska linija londonskog metroa koja prolazi kroz središnji London, iz Ealinga i Ruislipa na zapadu do Eppinga na sjeveroistoku. Označena je crvenom bojom, ima 49 postaja u duljini od 74 km. Najveća je linija londonskog metroa. Također je jedna od samo dvije linije koje prelaze dogovorenu granicu Velikog Londona, dok je druga Metropolitan linija.
Trasa je otvorena 1900. pod nazivom Central London Railway, vozila je po pravcu istok-zapad, te je bila treća dubinska metro linija od izuma električnih vlakova. Kasnije je produžena na zapadno predgrađe Ealinga. Nakon Drugog svjetskog rata, linija je znatno produžena, kao zamjena za parne lokomotive u londonskim predgrađima, i dalje, u smjeru istoka. No, predgrađa su rasla manje od očekivanog, pa su produženja linije kako bi obuhvaćala Denham i Ongar ipak 1994. ukinuta zbog malog prometa. Central linijom upravlja računalo, iako svi vlakovi imaju vozače, koji otvaraju vrata i preuzimaju vožnju u nuždi.
Central linija je najprometnija metro linija: 2011./12. je njome putovalo preko 260 milijuna putnika. Trenutno je druga po broju vlakova na trasi, s 34 vlaka po satu u jutarnjoj špici, i između 27 i 30 vlakova po satu tijekom ostalih špica. Ova linija jedina prolazi u smjeru istok-zapad kroz središnju jezgru Londona, ispod trgovačkog centra na Oxford Streetu i financijskog centra u Gradu. Linija Elizabeth, koja će planiranu punu funkcionalnost dostići početkom 2022., doticat će se s linijom Central na postajama Stratford, Liverpool Street, Tottenham Court Road, Bond Street i Ealing Broadway, što će smanjiti pretrpanost linije na tim područjima.